# Siempre Alice
Siempre Alice (título original Still Alice) es un drama cinematográfico coproducido por Estados Unidos, Reino Unido y Francia en 2014, basado en la novela homónima de la escritora Lisa Genova, publicada en el 2007 y considerada un best-seller. Fue dirigida por Wash Westmoreland y Richard Glatzer. La película es protagonizada por Julianne Moore, en el papel de Alice, una lingüista de la Universidad de Columbia diagnosticada con la enfermedad de Alzheimer de inicio temprano. Alec Baldwin interpreta a su esposo John. Kristen Stewart, Kate Bosworth y Hunter Parrish interpretan a sus hijos Lydia, Anna y Tom, respectivamente. La película se estrenó en el Festival Internacional de Cine de Toronto, el 8 de septiembre de 2014.

## Argumento
Alice Howland es una reconocida profesora de lingüística, está felizmente casada y tiene tres hijos adultos, pero comienza a tener descuidos y a olvidar palabras. Cuando acude a su médico, la diagnostica la enfermedad de Alzheimer de inicio temprano. Lucha para manejar su vida al tratar con la enfermedad, su trabajo, familia y amigos.
Escribe una nota en su teléfono con preguntas básicas, como el nombre de sus hijos, y luego graba un vídeo diciéndose a sí misma cómo suicidarse con un frasco de píldoras que están guardadas en un mueble de gavetas en una habitación de su casa. En la nota del teléfono, dice que mire ese video cuando no pueda responder las preguntas, sin embargo no logra su propósito ya que es interrumpida por su enfermera y cuidadora.

## Reparto
- Julianne Moore como Alice Howland.
- Alec Baldwin como el doctor John Howland.
- Kristen Stewart como Lydia Howland.
- Kate Bosworth como Anna Howland.
- Hunter Parrish como Tom Howland.
- Shane McRae como Charlie.
- Stephen Kunken como el doctor Benjamin.
- Victoria Cartagena como el profesor Hooper.
- Cali T. Rossen como Leslie.
- Erin Darke como Jenny.
- Kristin Macomber como Anne.

## Producción
La película fue producida por Lex Lutzus y James Brown de Lutzus/Brown junto con Pamela Koffler de Killer Films. Fue producida ejecutivamente por la periodista y escritora estadounidense Maria Shriver, junto con Christine Vachon de Killer Films.
La filmación comenzó en Nueva York el 3 de marzo del 2014. Algunas escenas se rodaron en la calle 162 entre Edgecombe y Amsterdam, en Nueva York, así como en Lido Beach, Nueva York y Dobbs Ferry. El rodaje terminó en abril y el 22 de julio de 2014, con el anuncio del estreno de la película en el Festival Internacional de Cine de Toronto, la cinta protagonizada por Julianne Moore fue presentada con elogios.

## Distribución
Sony Pictures Classics compró los derechos de distribución de la película en Estados Unidos bajo un acuerdo que se anunció el 11 de septiembre de 2014. SPC metió a la película en la carrera de los Premios Óscar el 5 de diciembre de 2014 con un amplio lanzamiento en cines el 16 de enero de 2015. La cinta se liberó completamente en los Estados Unidos el 27 de febrero del mismo año.

## Recepción
Still Alice se estrenó en el Festival Internacional de Cine de Toronto con críticas positivas, con énfasis en la interpretación de Julianne Moore en el papel principal. La página de crítica y calificación Rotten Tomatoes reporta un 86% de respuestas positivas basado en 7 opiniones de los críticos con una calificación media de 7,2 sobre 10. En Metacritic, que asigna una calificación media ponderada de 100 opiniones de los críticos de cine, la película tiene una puntuación de '83' basado en 5 críticas, indicando "aclamación universal".
Peter Debruge de Variety escribió en una opinión positiva que «Julianne Moore nos guía a través del arco trágico de lo que uno debe sentir al ir desapareciendo ante sus propios ojos, llevando a cabo una de sus más poderosas interpretaciones».
Deborah Young de The Hollywood Reporter dijo de la película: «Esta destacable película sobre el Alzheimer se ve reforzada por la emocionalmente comedida pero muy potente interpretación central de Moore». Young también elogió la dirección de la película, «los directores abordan un tema donde hay un enfoque sobrio y discreto es el mejor seguro contra el sentimentalismo descuidado. Se paga con creces en los momentos finales de la película, conmovedora, la confrontación poética entre las generaciones que atrae lo mejor de Moore y revela la profundidad inesperada en Kristen Stewart».
Tim Grierson de Screen International elogió la dirección sobria y Moore, así como Baldwin, Stewart y Bosworth de trabajo de reparto: «Baldwin es especialmente bueno como un investigador médico ambicioso que está perdiendo no sólo a su esposa, sino también una mujer que estaba tan impulsada como estaba él».Y añadió que, «Con matices, Bosworth y Stewart interpretan tanto las mujeres que parecen haber sido moldeado profundamente por su impresionante madre, y sentimos la confusión de los personajes a tener su influencia lejos de ellos (Stewart sobre todo brilla, interpretando inicialmente un buen personaje-artista que sorprende a su familia por su respuesta al diagnóstico de Alice)».

### Crítica
La película tiene una calificación de 88 % y un Certificado de Frescura de acuerdo a Rotten Tomatoes.

## Premios y nominaciones
| Premio                                   | Categoría            | Receptores     | Resultado | Ref(s) |
| ---------------------------------------- | -------------------- | -------------- | --------- | ------ |
| Premios Óscar                            | Mejor actriz         | Julianne Moore | Ganadora  | [ 12 ] |
| Premios Independent Spirit               | Mejor actriz         | Julianne Moore | Ganadora  | [ 12 ] |
| Premios Gotham                           | Mejor actriz         | Julianne Moore | Ganadora  | [ 13 ] |
| Premios Satellite                        | Mejor actriz         | Julianne Moore | Ganadora  | [ 14 ] |
| Premios del Sindicato de Actores de Cine | Mejor actriz         | Julianne Moore | Ganadora  | [ 15 ] |
| Globos de Oro                            | Mejor actriz - Drama | Julianne Moore | Ganadora  | [ 16 ] |
| Premios BAFTA                            | Mejor Actriz         | Julianne Moore | Ganadora  | [ 17 ] |
| Crítica de Los Ángeles                   | Mejor actriz         | Julianne Moore | Nominada  | [ 18 ] |
| National Board of Review                 | Mejor actriz         | Julianne Moore | Ganadora  | [ 19 ] |
| Crítica de Washington                    | Mejor actriz         | Julianne Moore | Ganadora  | [ 20 ] |
| Sociedad de Críticos Online              | Mejor actriz         | Julianne Moore | Nominada  | [ 21 ] |
| Premios de la Crítica Cinematográfica    | Mejor actriz         | Julianne Moore | Ganadora  | [ 22 ] |
| Crítica de Detroit                       | Mejor actriz         | Julianne Moore | Nominada  | [ 23 ] |
| Crítica de St. Louis                     | Mejor actriz         | Julianne Moore | Nominada  | [ 24 ] |
| Crítica de Chicago                       | Mejor actriz         | Julianne Moore | Ganadora  | [ 25 ] |
| Círculo de Críticos de San Francisco     | Mejor actriz         | Julianne Moore | Ganadora  | [ 26 ] |
| Crítica de Londres                       | Mejor actriz         | Julianne Moore | Ganadora  | [ 27 ] |
| Crítica de Houston                       | Mejor actriz         | Julianne Moore | Ganadora  | [ 28 ] |
| Crítica de Florida                       | Mejor actriz         | Julianne Moore | Nominada  | [ 29 ] |
| Premios Dorian                           | Mejor actriz         | Julianne Moore | Ganadora  | [ 30 ] |
| Alianza de Mujeres Periodistas de Cine   | Mejor actriz         | Julianne Moore | Ganadora  | [ 31 ] |
| Crítica Carolina del Norte               | Mejor actriz         | Julianne Moore | Nominada  | [ 32 ] |